# Choceň (zámek)
Zámek Choceň se nachází v centru města Choceň, okres Ústí nad Orlicí v Pardubickém kraji, na pravém břehu řeky Tiché Orlice. Zámek je kulturní památka ČR.

## Historie

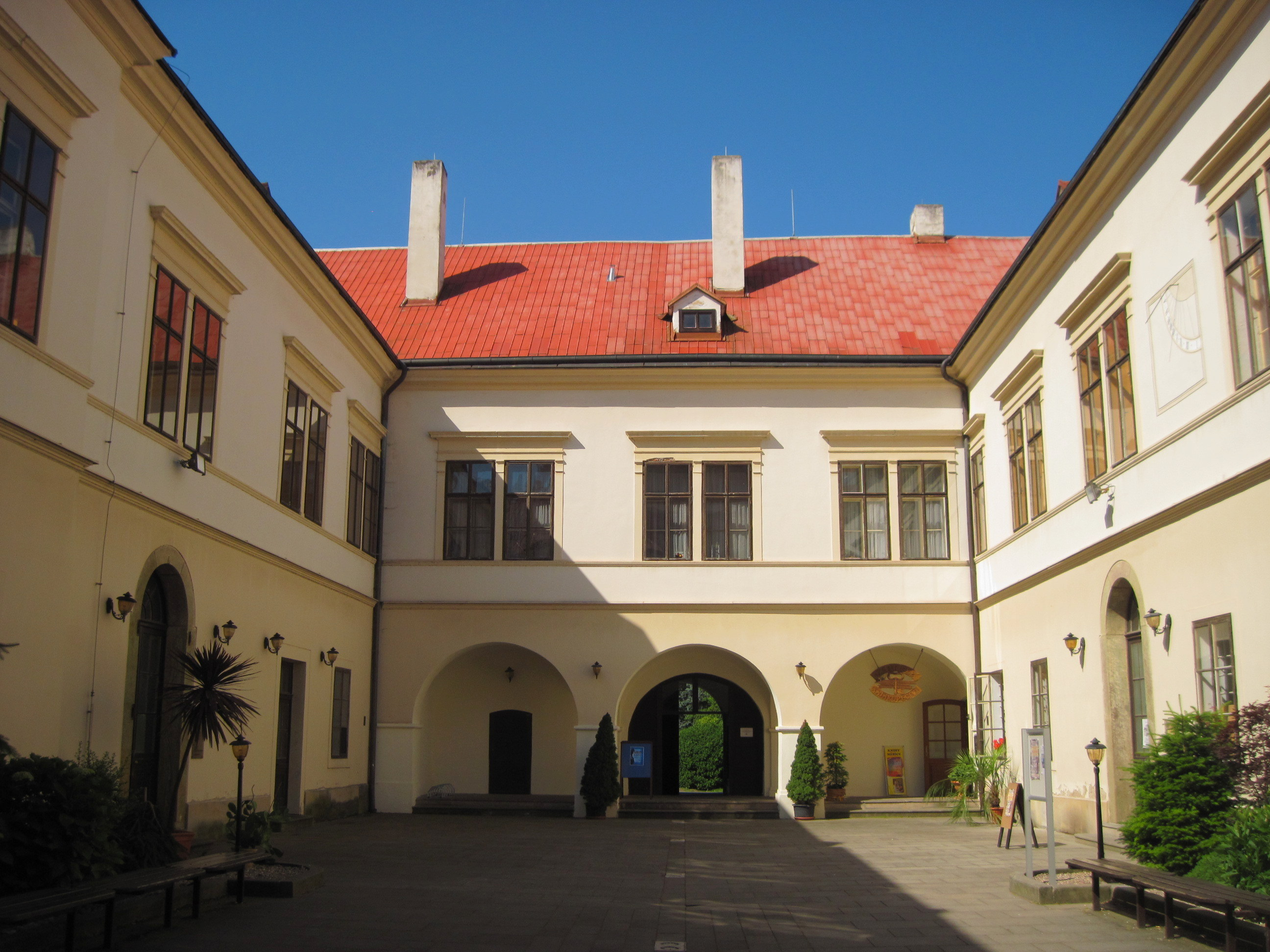
Pohled do nádvoří zámku

Vznik panského sídla v Chocni souvisí s vytvořením choceňského panství, k němuž došlo teprve v roce 1555, poté, kdy Jaroslav z Pernštejna prodal kvůli svému enormnímu zadlužení Choceň s přilehlými vesnicemi Zikmundovi ze Šelmberka a na Kosti (vklad do zemských desek proběhl teprve v roce 1559). Nový majitel, jemuž panství patřilo až do roku 1581, si nechal na levém břehu Tiché Orlice vystavět zámek s rozsáhlým poplužním dvorem, přičemž až do dokončení stavby tohoto prvního panského domu bydlel na nedalekém poplužním dvoře na Vrchovině. Brzy poté začal Zikmund ze Šelmberka zámek rozšiřovat, avšak stavba ještě nebyla u konce, když choceňské panství v roce 1581 odkázal svému příbuznému Vratislavovi z Pernštejna. Ani on, ani jeho synové Jan a Maxmilián, kterým panství patřilo mezi lety 1582-1587, ve stavbě kvůli velkým dluhům, jež převzali po svém otci, nepokračovali. K tomu se odhodlal teprve nový majitel choceňského panství, jímž se v roce 1587 stal Hertvík Zejdlic ze Šenfeldu (panství vlastnil až do roku 1603). Zámek poté využíval Hertvíkův syn Rudolf, který se zapojil do stavovského povstání proti Habsburkům a panství mu bylo v důsledku těchto aktivit zkonfiskováno. Toho se však sám nedožil, zemřel na zámku v Chocni v roce 1622, údajně byl otráven.
Zámek a panství Choceň odkoupil v roce 1623 spolu s mnoha dalšími statky ve východních Čechách od královské komory Albrecht z Valdštejna, avšak obratem jej (spolu se statkem Borovnicí, kterou Albrecht rovněž koupil z konfiskací) postoupil Vincenci Muschingerovi z Gumpendorfu. Dalším majitelem zámku byl po roce 1628 Ferdinand Zikmund Kurz ze Senftenau, manžel Muschingerovy dcery Alžběty. V roce 1646 byl zámek vydrancován švédským vojskem. V roce 1683 koupil panství a zámek Choceň od Ferdinandovy dcery Terezie Marie hrabě Jan Bedřich z Trauttmansdorffu, jehož syn František Antonín Adam jej v roce 1709 prodal Václavu Norbertu Oktaviánovi Kinskému. V majetku tohoto rodu choceňský zámek zůstal až do konce druhé světové války. V průběhu 18. století byl zámek barokně upraven, nejprve v letech 1710–1720 za Václava Norberta Oktaviána Kinského. Po požáru v roce 1829 byl zcela přestavěn v duchu neoklasicismu a získal dnešní podobu. V letech 1849-1850 dala kněžna – vdova Vilemína - Kinská přistavět i pseudogotickou kapli Nanebevzetí Panny Marie. V následujícím období užívali Kinští zámek jako letní sídlo. Během druhé světové války zde bylo sídlo nacistické mládežnické organizace Hitlerjugend, poté zde byli internováni francouzští zajatci a v závěru války sloužil jako ubytovna zaměstnanců koncernu Hermann Goering-Werke. V roce 1945 byl zámek Kinským na základě Benešových dekretů zkonfiskován a zestátněn.
Nyní se v jižním křídle zámku nachází Základní umělecká škola, v severním křídle je sídlo Orlického muzea. Součástí zámku byl pivovar a hospodářská budova, v současné době v majetku Lesů České republiky, které zde mají krajský inspektorát. Zámecké zahradnictví, založené rodinou Kinských, je v současné době (od roku 1992) rodinným podnikem, Panskou zahradou pana Vladimíra Kalouse.

## Stavební vývoj

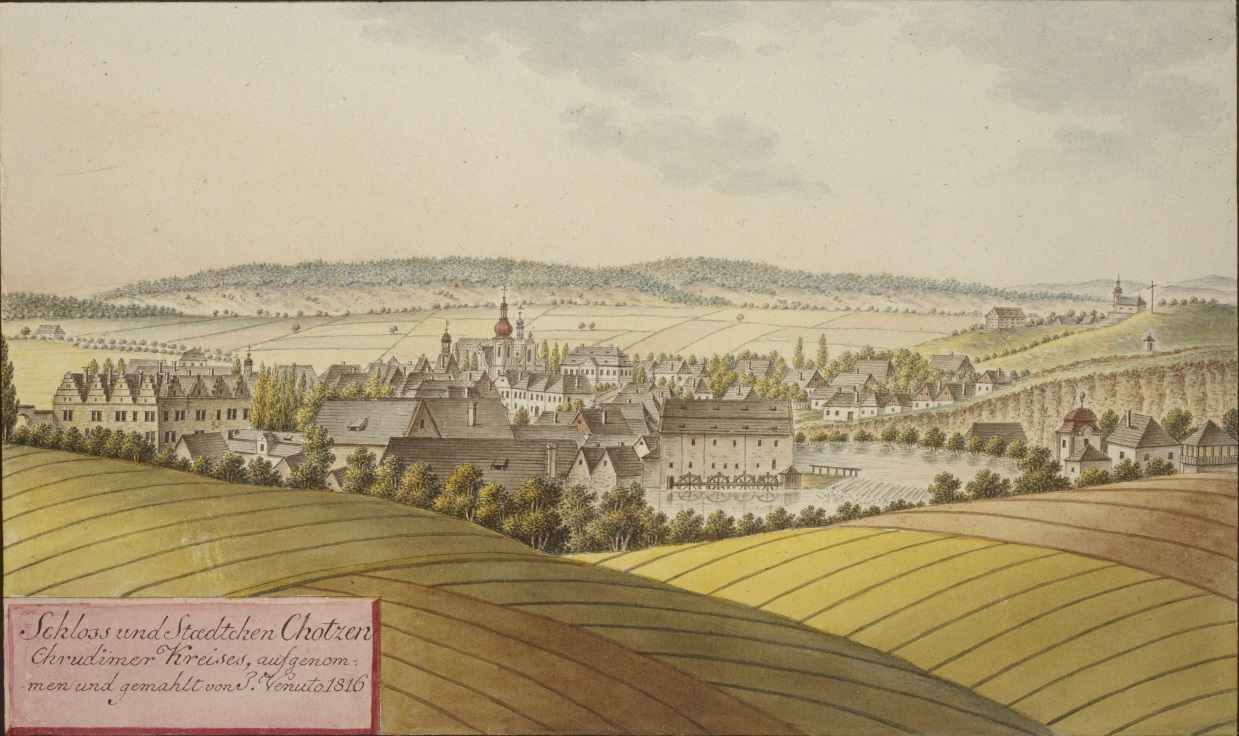
Pohled na Choceň z roku 1816 od Jana Antonína Venuta, budova zámku se nachází zcela vlevo

Původní dispozice zámku, označovaného jako panský dům, byla jednokřídlá a základní stavba byla dokončena v roce 1562. Další stavební aktivity Zikmunda ze Šelmberka, zahájené v roce 1574, vedly k rozšíření na čtyřkřídlý objekt, stavba však byla dokončena až mezi lety 1587–1599 za Hertvíka Zejdlice ze Šenfeldu. Při převodu panství na jeho syna Rudolfa je zámek v roce 1610 charakterizován jako „pohodlné a veselé stavení od kamene dobře vystavěné“. Mezi lety 1710–1720 byl zámek barokně upraven, v polovině 18. století následovaly další úpravy interiéru. Stav zámku na počátku 19. století, tedy ještě v době před zničujícím požárem, k němuž došlo v roce 1829, zachycuje veduta Jana Antonína Venuta. Přestože na ní není zobrazena celá stavba zámku, jsou zde dobře patrné renesanční štíty, které byly během rekonstrukce stavby po požáru strženy. V letech 1849–1850 bylo podle plánů vídeňských architektů J. Kocha a B. Stacha přestavěno východní křídlo zámku, rozšířené o pseudogotickou zámeckou kapli Nanebevzetí Panny Marie s polygonálním závěrem, její přízemní prostor zároveň tvoří vstup do nádvoří. V patře zámku se nacházejí sdružená okna, nádvoří na dvou stranách doplňují trojosé arkády. Přízemí je zaklenuto, nad vstupem do chodby jižního zámeckého křídla byla druhotně osazena nápisová deska informující o dokončení první fáze výstavby v roce 1562.

## Park

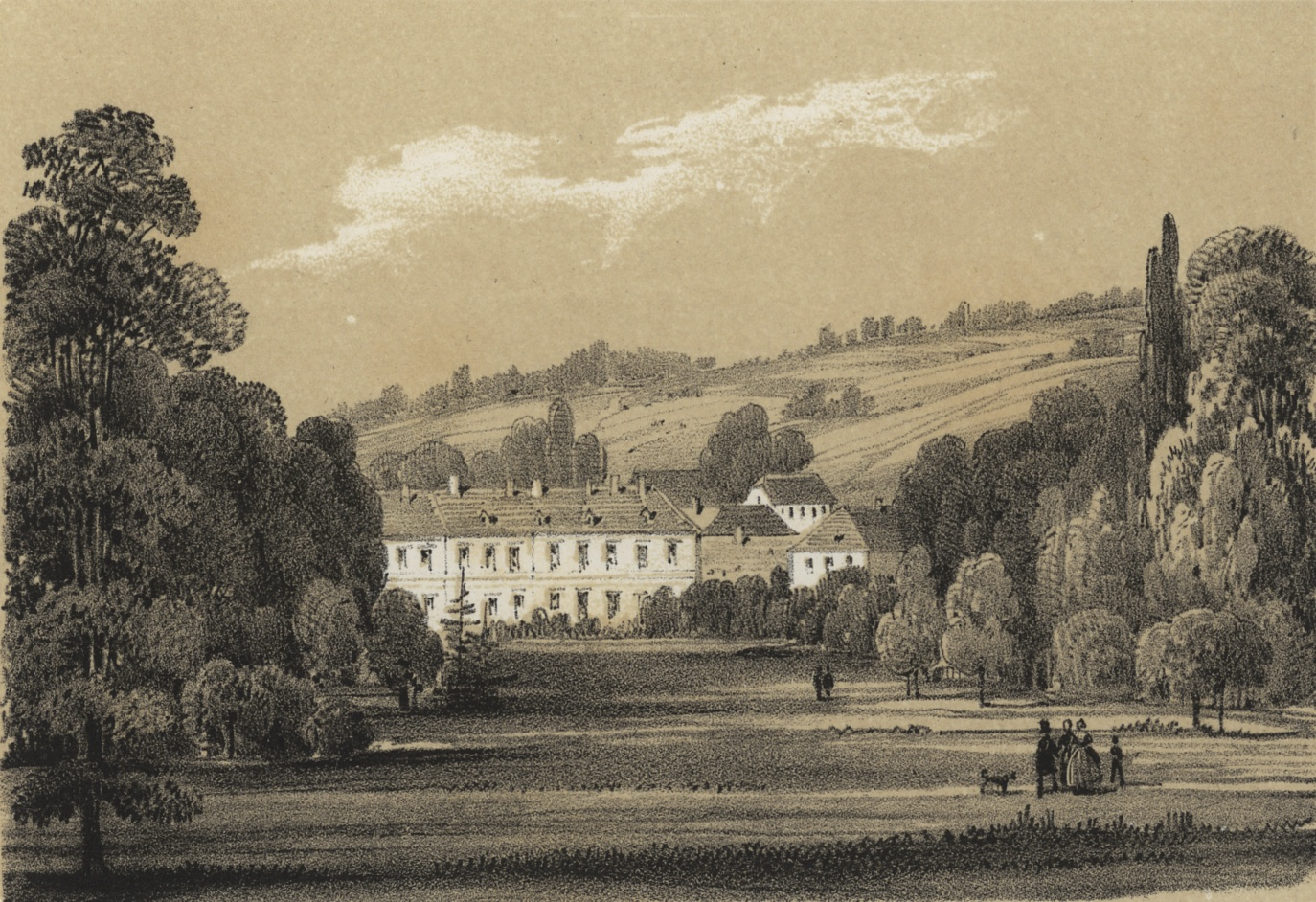
Zámek a park v roce 1845

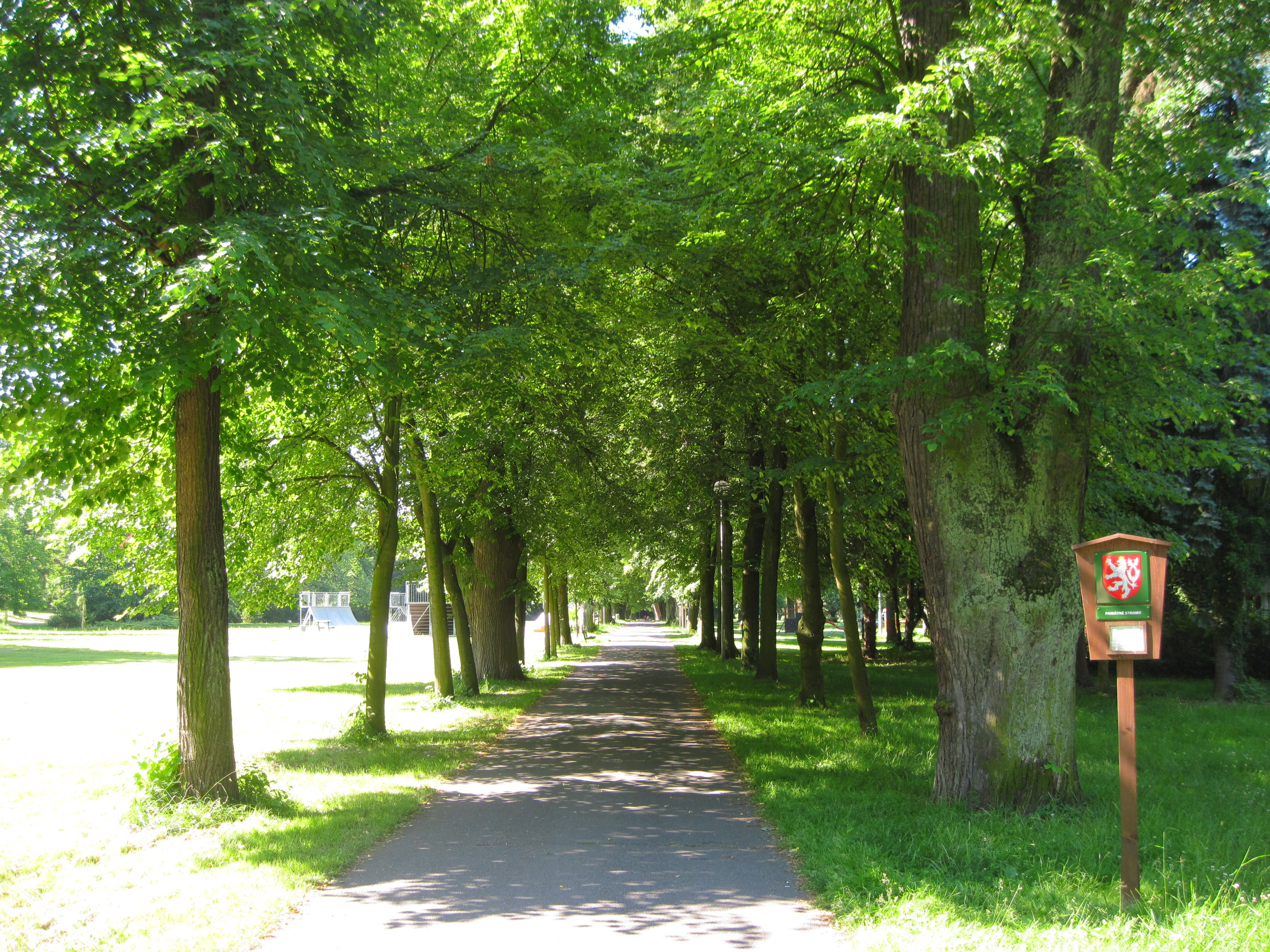
Lipová alej v Chocni

U zámku na levém břehu řeky je anglický park s rozlohou 17,5 ha. Roste zde mnoho pozoruhodných dřevin a některé stromy pocházejí z doby, ve které zakládal park Kinského zahradník Živsa podle Le Nôtreových příkladů. V letech 1719–1749 vznikla typická barokní zahrada. Bylo zde jezírko, vodotrysky a četné sochy. Do dnešní podoby byl upraven po požáru zámku v roce 1829 v duchu anglického přírodního parku. Travnaté plochy se střídají se skupinami stromů. Dnes Zámecký park, který byl v roce 1994 vyhlášen jako registrovaný významný krajinný prvek – arboretum, slouží jako městský park. Od roku 1996 je součástí Přírodního parku Orlice. V parku roste asi 200 druhů dřevin. Hojně jsou zastoupeny javory, buky, jasan ztepilý, habry. Ze vzácnějších je liliovník tulipánokvětý (Liriodendron tulipifera), Moruše bílá (Morus alba). Z jehličnanů jsou to jedlovec kanadský (Tsuga canadensis), různé smrky (Picea), cypřišky (Chamaecyparis), jalovce (Juniperus) a další. Část pozemků na nábřeží řeky patří Zahradnictví Choceň.
Památné stromy lípy srdčité (Tilla cordata) byly MěÚ Choceň vyhlášeny v roce 1997 a týká aleje 660 lip s různým stářím stromů. Obvod kmene stromů je různý, dosahuje až 4,7 m, výška až 29 m, stáří je od osmi do cca 250 let.
Ze Zámeckého parku od roku 1773 vede památná alej na vrch Chlum (kdysi choceňské popraviště).

## Doprava
V blízkosti zámku vede silnice II/315 a navazuje na II/317. Nejbližší autobusová zastávka Choceň, kostel se nachází 256 m od zámku, další zastávka Choceň, autobusové nádraží je vzdálená 302 m. Vlakové nádraží Choceň je vzdáleno 684 m od zámku.
K zámku vedou cyklistické cesty 4268, 4230 a 18. Okolo zámku vede červeně značená turistická trasa Choceň–Plchůvky a na protějším břehu řeky naučná stezka Mezi Orlicemi a žlutě značená trasa z choceňského nádraží na náměstí.